# Andrej Šeban

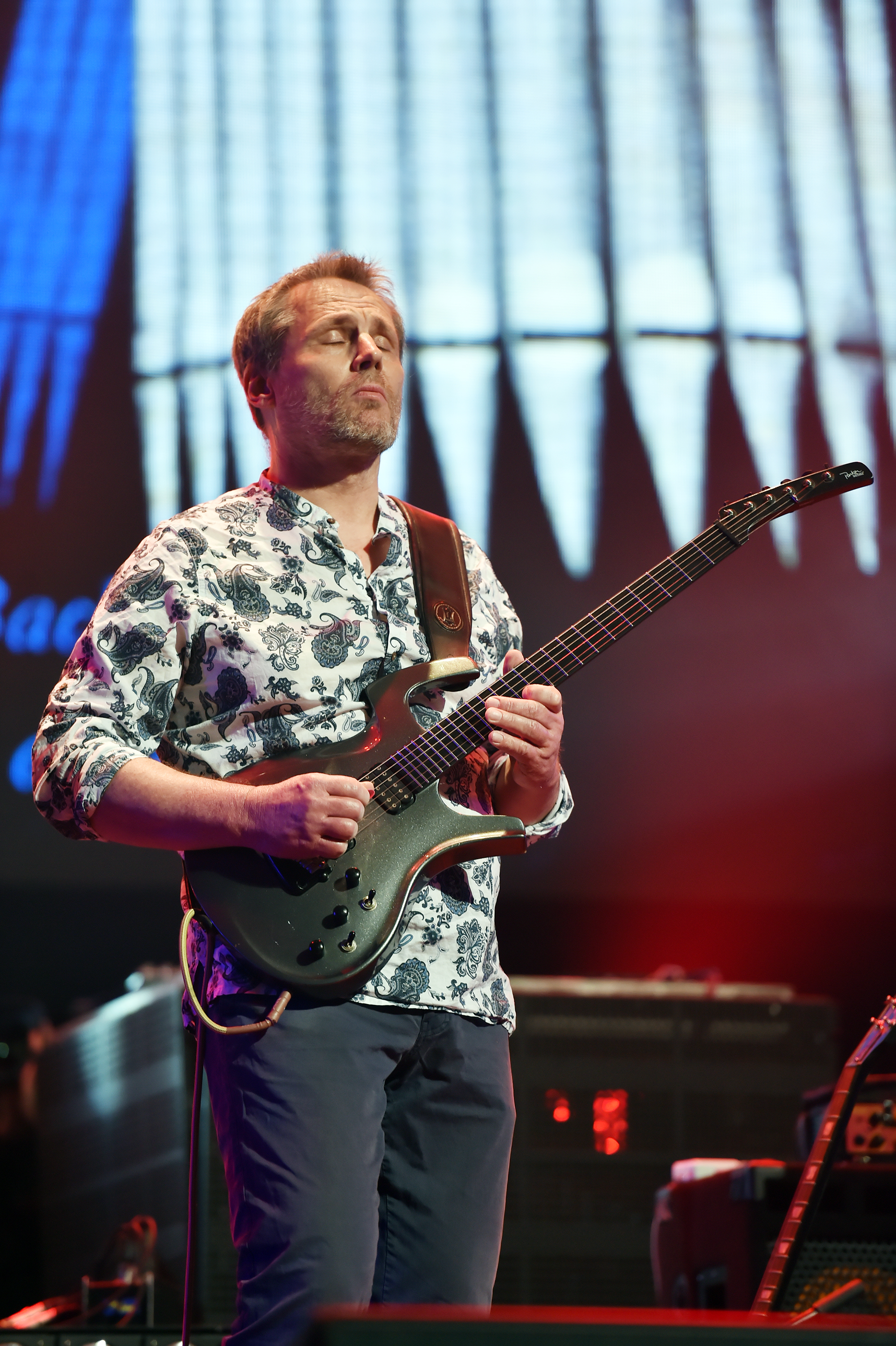
Andrej Šeban (2017)

Andrej Šeban (* 23. Juni 1962 in Bratislava) ist ein slowakischer Fusion-Gitarrist, Komponist, Sänger und Musikproduzent. Zudem ist er auch ein sehr gefragter Studiomusiker und arbeitete in der Vergangenheit mit vielen bekannten Musikern zusammen, zum Beispiel Pavol Hammel, Pavol Habera, Gábor Presser, Dežo Ursiny, Marián Varga, Richard Müller, Peter Lipa, Marika Gombitová, Robo Grigorov, Jana Kirschner, Jiří Stivín, Gary Husband, Mark und Michael Mondesir und Korben Dallas. Er war Mitglied in Gruppen wie Demikát, Banket, Combo, Free Faces und Chillpill. Andrej Šeban spielt in der Gegenwart in seiner eigenen Band, der Andrej Šeban Band.

## Diskografie (Auszug)
Nervy
 1977–1980 (Pop)
Míting
 1978–1979 (Jazzrock)
Demikát
 1980–1983 (Hardrock)
Müller – Šeban – Peteraj
- Baal, 1989

Banket
- Vpred, 1990

Marika Gombitová
- Kam idú ludia, 1990

Dežo Ursiny
- Ten istý tanec, 1992

Dežo Ursiny
- Príbeh, 1994

Peter Lipa
- Naspät na stromy, 1995

Gábor Presser
- Csak Dalok, 1995

PPF
- PPF, 1996

Richard Müller
- LSD, 1996

Collegium Musicum
- 97, 1997

Free Faces
- Almost True Story 1997

Free Faces
- La Belle Epoque 2000

Solokarriere
- Bezvetrie, 2006
- Sklony, 2008
- Časozber, 2011

## Auszeichnungen
- 1992: Cena Hudobnej akadémie (Musikalische Akademie-Preis) (Instrumentalist des Jahres)
- 1994: Ladislava Martoník-Preis (Musikalisches Schaffen in Jazz)
- 1994: Cena Hudobnej akadémie (Musikalische Akademie-Preis) (Musikproduzent des Jahres)
- 1995: Cena Hudobnej akadémie (Musikalische Akademie-Preis) (Instrumentalist des Jahres)
- 1997: Krištáľové krídlo (Kristall Flügel-Preis) (Musik)
- 1998: Cena Hudobnej akadémie (Musikalische Akademie-Preis) (Instrumentalist des Jahres)
- 2000: Cena Hudobnej akadémie (Musikalische Akademie-Preis) (Instrumentalist des Jahres)